# Зоран Остојић
Зоран Остојић (Уб, 25. октобар 1956) јесте српски новинар и бивши политичар. Био је један од истакнутих чланова Либерално-демократске партије и народни посланик у Скупштини Србије. Обављао је функцију генералнога директора Радио-телевизије „Студио Б”, када је тај медиј био на врхунцу популарности, посебно међу младима.

## Биографија
Рођен је у Убу 25. октобра 1956. године. Дипломирао је на економском факултету у Београду. Постао је познат јавности када је почео да ради као новинар у Студију Б, 1986. На место уредника је дошао 1990, а 1993. одлази са још стотинак сарадника и радника, због „пуча“ који је спровео Драган Којадиновић.
Од 1994. до 1997. борави у Чикагу, где је основао први радио на северноамеричком континенту на ромском језику — „Ромски дукат”. Фебруара 1997, именован за генералног директора Студија Б. Седам месеци касније, замењен је истим људима који су извели удар на Студио Б 1993. децембра 1997, после отказа у Студију Б, са групом колега оснива ПГ Мрежа и постаје њен први директор.
У јавности заступа псеудоисторијску тезу да је Српска православна црква основана 1929. године.